# 2005 WY55
2005 WY55是一颗近地小行星，属于阿波罗族。它于2005年11月26日首次被发现，并将于2065年5月28日从33万千米（地月距离的90%）上掠过地球。它的视星等（H）为20.68。它的直径估计为190至250米。它已经于2006年7月1日被移出哨兵监视系统。